# Beaurepaire (Oise)
Beaurepaire is een gemeente in het Franse departement Oise (regio Hauts-de-France) en telt 56 inwoners (2009). De plaats maakt deel uit van het arrondissement Senlis.

## Geografie
De oppervlakte van Beaurepaire bedraagt 4,9 km², de bevolkingsdichtheid is dus 11,4 inwoners per km².
De onderstaande kaart toont de ligging van Beaurepaire (Oise) met de belangrijkste infrastructuur en aangrenzende gemeenten.

## Demografie
Onderstaande figuur toont het verloop van het inwonertal (bron: INSEE-tellingen).